# Négy régi magyar népdal (BB60)
A Négy régi magyar népdal Bartók Béla 1910-ben írt, 1926-ban átdolgozott műve négyszólamú férfikarra (Sz 50, BB 60, W 30). Az ősbemutató 1911. május 13-án volt Szegeden: a Szegedi Kórust König Péter vezényelte.
A négy dal:
1. Bartók Béla:  Rég megmondtam, bús gerlice. Magyar Állami Férfikar Vass Lajos vezényletével  YouTube (1958. május 29.)  (Hozzáférés: 2016. április 25.) (audió)
2. Bartók Béla:  Jaj Istenem, kire várok. Magyar Állami Férfikar Vass Lajos vezényletével  YouTube (1958. május 29.)  (Hozzáférés: 2016. április 25.) (audió)
3. Bartók Béla:  Ángyomasszony kertje. Magyar Állami Férfikar Vass Lajos vezényletével  YouTube (1958. május 29.)  (Hozzáférés: 2016. április 25.) (audió)
4. Béreslegény, jól megrakd a szekered